# Castell'Ottieri
Castell'Ottieri is een plaats (frazione) in de Italiaanse gemeente Sorano. De naam is afkomstig van de Latijnse benaming Castellum Lotharii.
In Castell'Ottieri staat de Rocca degli Ottieri, het kasteel dat rond de 13e eeuw is gebouwd door de familie Ottieri. Ondanks de machtsuitbreiding van de familie Aldobrandeschi behielden de Ottieri het kasteel tot 1616. In dat jaar kwam het kasteel in handen van Cosimo II de' Medici. De Ottieri bleven leenman en behielden zo hun macht tot in de 19e eeuw.